# Georges Mundeleer
Georges Henri Mundeleer  (Elsene, 4 april 1921 - Knokke-Heist, 7 september 2001) was een Belgisch politicus voor de PLP, later PRL.

## Levensloop
Georges Mundeleer was de zoon van de liberale minister Léon Mundeleer. Tijdens de Tweede Wereldoorlog diende hij als vrijwilliger bij de Britse Royal Navy.
Hij promoveerde tot doctor in de rechten aan de Université Libre de Bruxelles en vestigde zich als advocaat in Brussel. Van 1954 tot 1958 was hij tevens kabinetsmedewerker bij de socialistische eerste minister Achiel Van Acker.
Mundeleer trad in de politieke voetsporen van zijn vader en engageerde zich voor de Liberale Partij en opvolger PVV-PLP. Van 1946 tot 1962 en van 1964 tot 2000 zetelde hij in de gemeenteraad van Elsene. Van 1965 tot 1986 en van 1989 tot 1994 was hij schepen van cultuur en spande zich in voor het aanleggen ten behoeve van het gemeentelijk museum van een collectie moderne kunstwerken.
In 1960 volgde hij de Brusselse burgemeester Lucien Cooremans op als lid van de Kamer van volksvertegenwoordigers voor het arrondissement Brussel, waar hij bleef zetelen tot in 1971. Van 1963 tot 1968 was hij secretaris van de Kamer. In 1965 werd hij tevens lid van de Raadgevende Interparlementaire Beneluxraad en in 1975 volgde hij Jacques Van Offelen op lid van de Regionale Economische Raad van de provincie Brabant.
Hij was het enfant terrible van de Brusselse liberalen en was er trots op dat hij als einzelgänger tien jaar lang geen enkele regering het vertrouwen gaf. Mundeleer was een orthodoxe liberaal met zeer libertaire ideeën en was op communautair vlak gewonnen voor een strikte taalvrijheid en een fervent verdediger van de belangen van de Franstalige Brusselaars die vond dat een uitbreiding van de Brusselse agglomeratie met de in zekere mate verfranste gemeenten in de Brusselse Rand geen taboe was. Op dat vlak vertoonde hij heel wat overeenkomsten met de communautaire standpunten van het FDF, al was hij niet eens met hun pleidooi voor federalisme. Mundeleer zag zichzelf namelijk als een unitarist en noemde zichzelf allergisch voor wallinganten en flaminganten.
In mei 1970 was hij een van drijvende krachten achter de autonomieverklaring van de Brusselse liberalen tegenover de nationale partijleiding van de PVV-PLP. De nationale partijleiding had de Vlaamse liberalen namelijk toegestaan om het wetsontwerp van de regering-G. Eyskens IV om de Brusselse agglomeratie grondwettelijk te beperken tot 19 gemeenten, goed te keuren, waardoor dit ontwerp in Kamer en Senaat de benodigde tweederdemeerderheid had verworven, tot groot ongenoegen van de Brusselse liberalen, die voortaan door het leven gingen als Fédération PLP de la région bruxelloise. Deze beslissing luidde het begin van de neergang van de Brusselse liberalen in, die  tot het einde van de jaren 1970 zou duren.
Na de gemeenteraadsverkiezingen van oktober 1970 werden in verschillende Brusselse gemeenten coalities gevormd tussen de liberalen en de UTB, eenheidslijsten van Vlaamse en Franstalige christendemocraten die loyaal waren aan voormalig eerste minister Paul Vanden Boeynants, die tijdens de regeringsvorming van 1968 als eerste had voorgesteld om de Brusselse agglomeratie wettelijk te beperken tot 19 gemeenten. Heel wat Brusselse liberalen, onder wie Mundeleer, vonden dit niet kunnen en eisten dat de Brusselse federatie coalities met de UTB verbood. De federatie verklaarde deze coalities weliswaar te betreuren, maar liet begaan. De misnoegde Mundeleer besloot hierop om de Brusselse federatie te verlaten en richtte in maart 1971 zijn eigen partij op: de Parti Libéral Indépendant Belge of Belgische Onafhankelijke Liberale Partij op, kortweg LIB-LOB, dat opkwam voor een sterke taalvrijheid en een radicaal liberaal programma had. Bij de parlementsverkiezingen van november 1971 behaalde de LIB-LOB echter te weinig stemmen voor een zetel, waardoor Mundeleer uit de Kamer verdween. Een week later  werd hij nipt verkozen in de Brusselse Agglomeratieraad.
In oktober 1972 verzoende Mundeleer zich met de Fédération PLP de la région bruxelloise, die in januari 1973 alle banden met de Vlaamse en Waalse liberalen verbrak. De aanleiding hiervoor was de toetreding van de PVV en de Waalse PLP tot de regering-Leburton, dat tot groot ongenoegen van de Brusselse liberalen de grondwettelijke beperking van de Brusselse agglomeratie niet wilde herzien. Vervolgens stichtten de Brusselse liberalen een eigen partij, de Parti Libéral Démocratique et Pluraliste (PLDP). De PLDP vormde ter gelegenheid van de parlementsverkiezingen van maart 1974 een kartel met het FDF. Bij deze verkiezingen werd Mundeleer opnieuw tot Kamerlid gekozen. Ditmaal bleef hij volksvertegenwoordiger tot in 1991. Van 1976 tot 1985 was Mundeleer voor een tweede periode secretaris van de Kamer.
In mei 1974 werd de PLDP herdoopt tot Parti Libéral Bruxellois (PL) en in december 1976 werd Georges Mundeleer tot voorzitter van deze partij verkozen. Onder zijn voorzitterschap nam de PL geleidelijk aan afstand van het FDF, omdat de strategische alliantie met die partij volgens Mundeleer de belangrijkste oorzaak van de neergang van het Brusselse liberalisme was. Toen de Vlaamse en Waalse liberalen na de verkiezingen van april 1977 in de oppositie belandden, gingen de Brusselse liberalen nauwer samenwerken met de PVV en de PRLW (de opvolger van de PLP). De samenwerking met de Waalse liberalen resulteerde in mei 1979 in de vorming van een nieuwe liberale eenheidspartij in Franstalig België, toen de PL en PRLW fuseerden tot de Parti Réformateur Libéral (PRL). Vervolgens gingen de Brusselse liberalen opnieuw een periode van bloei tegemoet.
Van november 1985 tot mei 1988 was Mundeleer voor de PRL staatssecretaris voor Justitie en Middenstand in de regeringen Martens VI en Martens VII. Daarna zetelde hij nog drie jaar in de Kamer, bij de verkiezingen van 1991 stelde hij zich niet meer herkiesbaar. Na de gemeenteraadsverkiezingen van oktober 1994 verdween hij ook uit schepencollege van Elsene, omdat hij door burgemeester Yves de Jonghe d'Ardoye d'Erp te oud werd bevonden voor een nieuw uitvoerend ambt. Een misnoegde Mundeleer ging vervolgens als onafhankelijke zetelen in de gemeenteraad. In 2000 verliet hij definitief de politiek. 
De openbare bibliotheek van Elsene draagt zijn naam en het gebouw waarin de bibliotheek zich bevindt heet Centre Culturel Georges Mundeleer. Er is ook een auditorium Georges Mundeleer.

## Publicatie
- Un homme libre: comme vous, Brussel, 1965.